# Trachea anguliplaga
Trachea anguliplaga là một loài bướm đêm trong họ Noctuidae.